# إريانن (تيفروين)
إريانن هي إحدى مشيخات المملكة المغربية، تتبع جغرافيا لإقليم الحسيمة وإداريًا لتيفروين. يقدر عدد سكانها بـ 2355 نسمة حسب الإحصاء الرسمي للسكان والسكنى لسنة 2004.